# Myself in the Distant Future
Pour plus de détails, voir Fiche technique et Distribution.
Myself in the Distant Future (먼 후날의 나의 모습) est un film nord-coréen réalisé par Jang In-Hak, sorti en 1997.

## Synopsis
Un jeune homme tombe amoureux de la cheffe d'une brigade de plâtriers qui travaillent à moderniser leur village natal. Il essaye de la séduire et de l'amener à Pyongyang, il devient un travailleur modèle, mais elle décide de rester dans son village natal.
Le film a pour thème principal le fait que tout le monde devrait se sentir bien dans sa région natale et désirer y rester, quelles que soient les conditions. Le film soutient la politique du gouvernement nord-coréen dans sa décision de restreindre les migrations de la campagne vers la ville. Un autre thème de propagande abordé par le film est l'encouragement de la population à la consommation de pommes de terres à la place du riz, comme le promeut une campagne du gouvernement nord-coréen en ce sens.
Même si le film a été tourné pendant la famine en Corée du Nord, une nourriture abondante y est montrée.

## Fiche technique
- Titre original : Myself in the Distant Future
- Titre français : Moi dans un lointain avenir (traduit)
- Réalisation : Jang In-hak
- Scénario : Yui Ung-jong
- Cinématographie: Kang Sung-chan
- Société de production : Korean Film Studio
- Pays d'origine : Corée du Nord
- Langue originale : Coréen
- Genre : Drame
- Durée : 107 minutes
- Dates de sortie : 1997

## Distribution
- Kim Hye-gyong
- Kim Myong-mun

## Présence aux festivals de films
Myself in the Distant Future a été projeté au sixième Festival International du Film de Pyongyang en 1998, où il a reçu la Torche Dorée et le Prix des Acteurs. En 2000, il a été un des huit films nord-coréens projetés au Festival du Film d'Extrême Orient d'Udine, où il a été décrit par Richard James Havis (Asiaweek) comme «l'un des films de propagande le plus évident»